# Star 266
Der Star 266 ist ein LKW-Modell des polnischen Nutzfahrzeugherstellers Star Trucks, er ist der Nachfolger des Star 66.  Der Prototyp des Star 266 erschien im Jahr 1971, die Serienproduktion startete erst 1976. Inzwischen wurde er vom Star 266M, den der LKW-Hersteller MAN produziert, abgelöst.
Der Star 266 wurde mit Pritsche, Kofferaufbau, als Kastenwagen, Postwagen und als Überlandbus hergestellt.

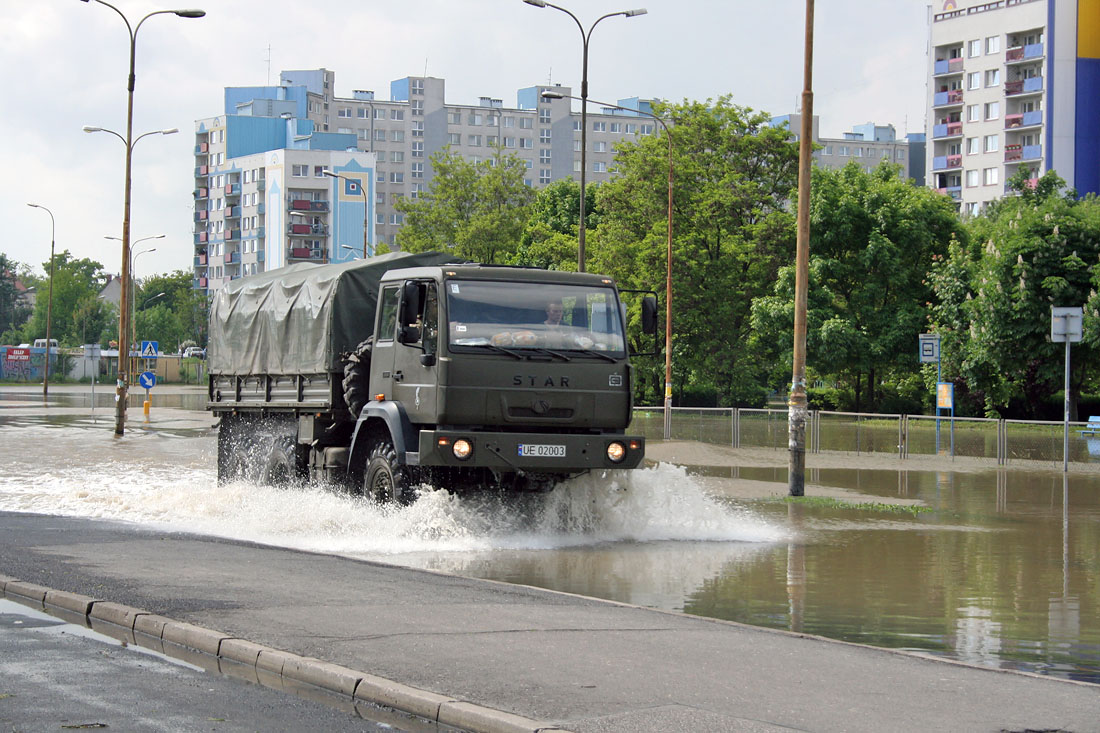
Polizei-LKW Star 266M während der Überschwemmungen in Breslau, aufgenommen am 23. Mai 2010

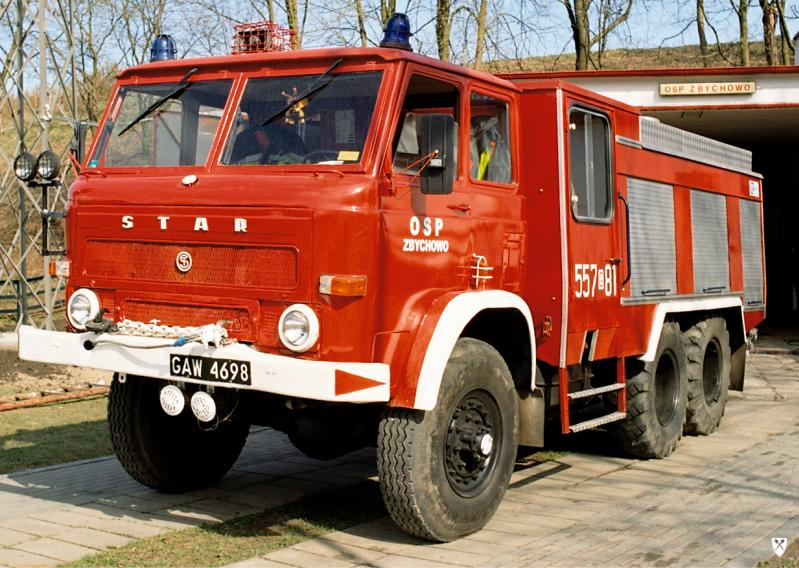
Star 266 als Feuerwehrfahrzeug (2003)

## Technische Daten
Für das Grundmodell Star 266 mit Pritsche.
- Motortyp: 359 M
- Motor: Sechszylinder-Viertakt-Dieselmotor, wassergekühlt
- Leistung: 150 PS (110 kW) bei 2800 min−1
- Hubraum: 6842 cm³
- Bohrung: 110 mm
- Hub: 120 mm
- Kompression: 17:1
- maximales Drehmoment: 432 Nm bei 1800–2100 min−1
- Zündfolge: 1–5–3–6–2–4
- Leerlaufdrehzahl: 500 min−1
- Trockengewicht des Motors: 620 kg
- Tankinhalt: 2×150 l Dieselkraftstoff
- Treibstoffverbrauch (Einstellwert nach Norm): 27 l/100 km
- Reichweite: 1040 km
- Kupplung: Einscheiben-Trockenkupplung
- Getriebetyp: S-5-45
- Getriebe: manuelles Schaltgetriebe mit 5 Vorwärtsgängen und einem Rückwärtsgang, teilsynchronisiert (2. bis 5. Gang)
- Höchstgeschwindigkeit: 87 km/h nominell, bis 90 km/h unbeladen
- Bremsanlage: Trommelbremsen an allen sechs Rädern, hydraulisch betätigt mit Luftdruckunterstützung, zweikreisig
- Rahmenbauweise: Leiterrahmen
- Bordspannung: 24 V
- Anlasser: 24 V, 4,8 kW Leistung
- Lichtmaschine: 28 V, 40 A
- Batterien: 2 × 12 V, je 170 Ah
- Antriebsformel: 6×6
- maximal befahrbare Steigung: 76 %, 41 % bei unbefestigtem Untergrund

Abmessungen und Gewichte
- Länge über Alles: 6900 mm
- Breite: 2500 mm
- Höhe über Plane: 3220 mm
- Radstand: 2990+1250 mm
- Bodenfreiheit: 325 mm
- Wendekreis (Durchmesser): 18 m
- Spurweite vorne: 1975 mm
- Spurweite hinten: 2004 mm
- Maße der Ladefläche (L×B×H, innen): 3900 × 2200 × 1760 mm
- Reifendimension: 12,00-20″
- Leergewicht: 7570 kg
- Zuladung: 5000 kg, im Gelände 3500 kg
- zulässiges Gesamtgewicht: 12.350 kg, 10.850 kg im Gelände
- zulässige Achslast vorne: 3850 kg
- zulässige Achslast hinten: 7230 kg (Doppelachse)
- zulässige Anhängelast: 4000 kg